# Yasuhito Chichibu
Le prince Yasuhito du Japon, prince Chichibu, GCVO (25 juin 1902 à Tokyo- 4 janvier 1953 ), (Chichibu no miya Yasuhito Shinnô), est le second fils de l'empereur Taisho et de l'impératrice Teimei, un des cadets de l'empereur Showa et l'aîné des princes Nobuhito Takamatsu et Takahito Mikasa.
Yasuhito reçut le 26 mai 1922 de son père le titre de prince Chichibu et l'autorisation de fonder une nouvelle lignée.
Très impliqué au niveau politique, le prince eut de nombreuses querelles avec son aîné Hirohito concernant l'exercice du pouvoir et la nature du régime impérial.

## Carrière militaire
Chichibu fut promu second lieutenant d'infanterie dans l'Armée impériale japonaise en octobre 1922 et fut assigné au sein de la première division de la Garde impériale. Il accéda au grade de premier lieutenant en 1925, puis de capitaine en 1930. En 1935, il devint major et assigné à Hirosaki en août 1935 comme commandant de la 31e division d'Infanterie.
Le prince fut moralement impliqué dans l'Incident du 26 février 1936 mais son rôle réel demeure ambigu bien qu'il ait clairement affiché sa sympathie envers les rebelles. Cette sympathie s'était révélée plus tôt, notamment en 1932 lors de l'assassinat du premier ministre Tsuyoshi Inukai, alors qu'il avait eu une violente altercation avec son frère l'empereur Shōwa à propos de la suspension de la constitution et de l'imposition d'une dictature impériale. De même, il connaissait personnellement Ikki Kita.
En mai 1937, il entama avec sa femme Setsuko un périple diplomatique en Europe débutant par le couronnement du roi britannique George VI et se concluant par une rencontre avec Adolf Hitler à Nuremberg où Chichibu assista notamment aux célébrations nazies. En août 1937, il fut promu lieutenant-colonel en 1938 puis colonel en 1939.
En juillet 1939, le prince trouva un nouveau sujet de discorde avec son aîné Hirohito alors qu'il tentait assidument de le convaincre de la nécessité d'une alliance militaire avec l'Allemagne qui se concrétisa finalement en 1940 par le Pacte tripartite.
Pendant la guerre, il fut impliqué dans de nombreuses opérations et fut envoyé par l'empereur à Nankin après le massacre commis par l'armée impériale japonaise et au Manchukuo avant la bataille de Halhin Gol. Chichibu s'intéressa également de près aux expériences de Shiro Ishii, directeur de l'Unité 731, centre de recherche militaire sur la guerre biologique réalisant des expérimentations sur cobayes humains. Ainsi, le 9 février 1939, il assista à une présentation sur la guerre bactériologique, donnée par Ishii lui-même, dans le grand Hall de Conférence de ministère de la Guerre à Tokyo. Il assista également à des démonstrations de vivisection faites par Ishii.
Selon les auteurs Peggy et Sterling Seagrave, le prince dirigea de 1937 à 1945 l'opération Lys d'or par lequel le Japon pilla les richesses des territoires conquis en Asie. Selon sa femme Setsuko et la version officielle, il fut atteint par la tuberculose en août 1940 et se retira à Gotenba jusqu'à la fin de la guerre.
Comme tous les membres de la famille impériale, le prince fut exonéré de poursuites criminelles devant le Tribunal de Tokyo par Douglas MacArthur.

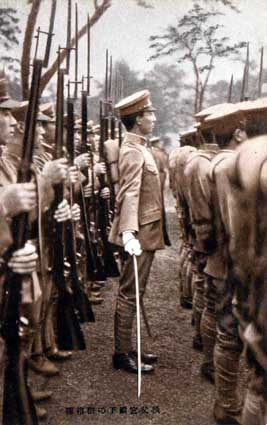
Le prince au sein de son régiment de Tokyo.

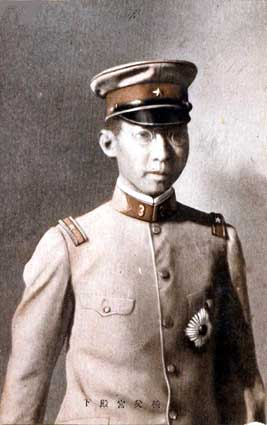
Chichibu en 1928.